# Centro de Cosmologia Teórica
O Centro de Cosmologia Teórica é um centro dentro do Departamento de Matemática Aplicada e Física Teórica na Universidade de Cambridge. Fundada por Stephen Hawking em 2007, esta encoraja ideias inovadoras naqueles que são os mais desafiantes problemas da ciência, com o objetivo de desenvolver o conhecimento científico acerca do Universo.